# Регби-7 на Европейских играх 2023
Соревнования по регби-7 на Европейских играх 2023 года состоялись в городе Кракове в Польше на Городском стадионе имени Хенрика Реймана с 25 по 27 июня. Разыграно 2 комплекта наград. В соревнованиях приняли участие 24 команды (12 мужских и 12 женских).
В ходе соревнований разыграны квоты на летние Олимпийские игры 2024 года, которые состоятся в Париже. Победители получили путёвки на Олимпийские игры 2024 года. 

## Календарь
| ЦО | Церемония открытия | 2 | Финалы соревнований | ЦЗ | Церемония закрытия |

| Июнь-Июль | Июнь-Июль | 21 Ср | 22 Чт | 23 Пт | 24 Сб | 25 Вс | 26 Пн | 27 Вт | 28 Ср | 29 Чт | 30 Пт | 1 Сб | 2 Вс | Медали |
| --------- | --------- | ----- | ----- | ----- | ----- | ----- | ----- | ----- | ----- | ----- | ----- | ---- | ---- | ------ |
| Регби-7   | Регби-7   |       |       |       |       | ●     | ●     | 2     |       |       |       |      |      | 2      |

### Участники
| Мужчины  | Мужчины        |          | Женщины        | Женщины |
| -------- | -------------- | -------- | -------------- | ------- |
| Бельгия  | Германия       | Бельгия  | Португалия     |         |
| Чехия    | Польша         | Чехия    | Румыния        |         |
| Грузия   | Португалия     | Испания  | Швеция         |         |
| Испания  | Румыния        | Ирландия | Турция         |         |
| Ирландия | Великобритания | Германия | Великобритания |         |
| Литва    | Италия         | Польша   | Италия         |         |

### Медалисты
| Категория | Золото         | Серебро        | Бронза  |
| Мужчины   | Ирландия       | Великобритания | Испания |
| Женщины   | Великобритания | Польша         | Чехия   |

### Общий зачёт
*   Принимающая страна (Польша)
| Место          | Страна         | Золото | Серебро | Бронза | Всего |
| -------------- | -------------- | ------ | ------- | ------ | ----- |
| 1              | Великобритания | 1      | 1       | 0      | 2     |
| 2              | Ирландия       | 1      | 0       | 0      | 1     |
| 3              | Польша         | 0      | 1       | 0      | 1     |
| 4              | Испания        | 0      | 0       | 1      | 1     |
| 4              | Чехия          | 0      | 0       | 1      | 1     |
| Всего стран: 5 | Всего стран: 5 | 2      | 2       | 2      | 6     |